# Zygmunt Rudomino

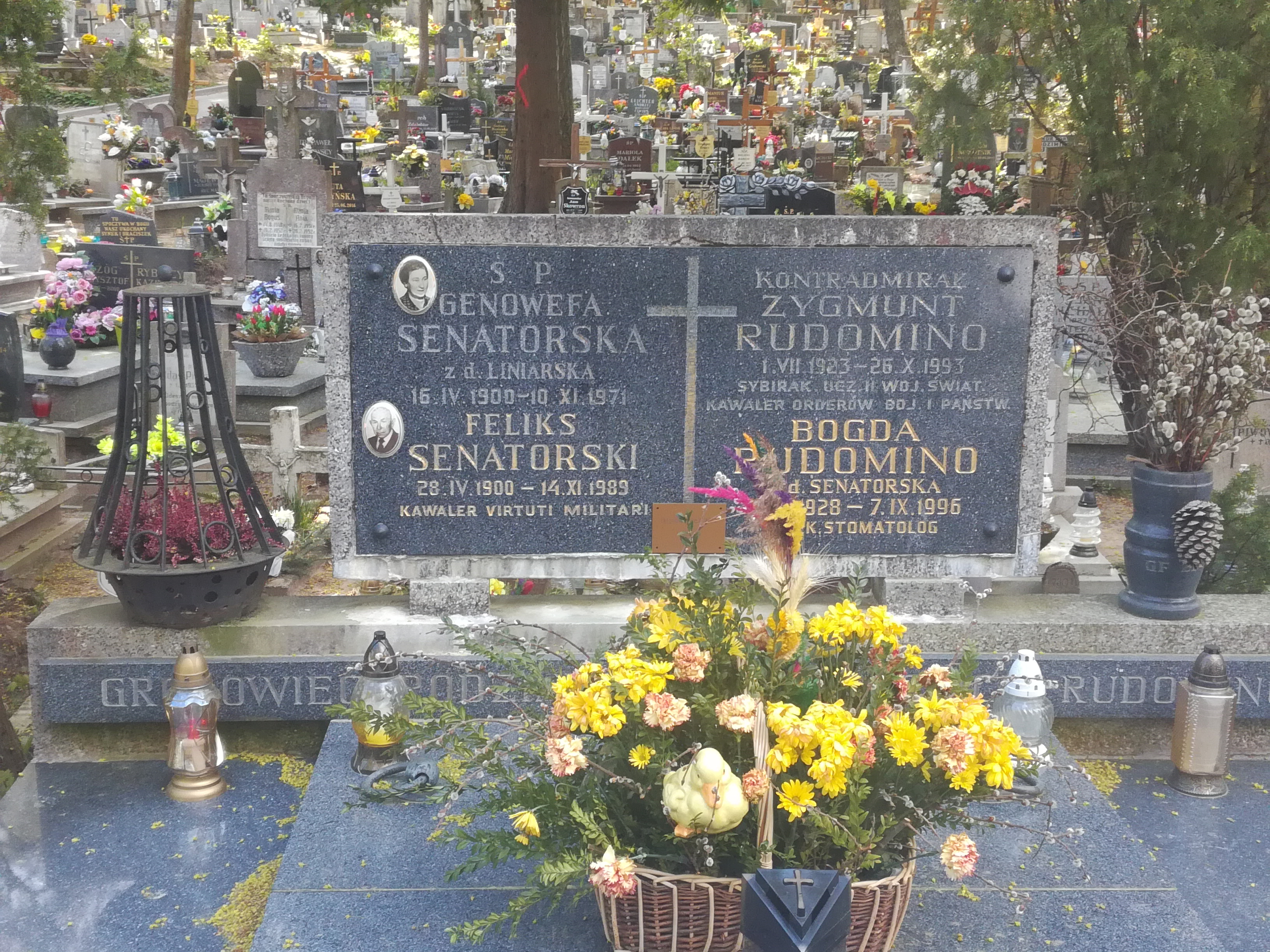
Grób kontradmirała Zygmunta Rudomino i jego żony Bogdy na cmentarzu Witomińskim

Zygmunt Rudomino (ur. 1 lipca 1923 w Głębokiem, zm. 26 października 1993 w Gdyni) – polski kontradmirał, żołnierz piechoty i morski oficer pokładowy okrętów podwodnych. W okresie od 1944 do 1946 roku przebył szlak bojowy od Wołynia do Berlina w składzie 1. Armii Wojska Polskiego. Po II wojnie światowej, do 1984 roku służył w Marynarce Wojennej, dowodząc Brygadą Obrony Wodnego Rejonu Głównej Bazy Marynarki Wojennej oraz 8 Flotyllą Obrony Wybrzeża. Karierę zakończył na stanowisku szefa Służb Technicznych i Zaopatrzenia – zastępcy dowódcy Marynarki Wojennej ds. techniki i zaopatrzenia.

## 1 Armia Wojska Polskiego
Zygmunt Rudomino urodził się 1 lipca 1923 roku w Głębokiem na Wileńszczyźnie. Był synem Ignacego, ekspedienta handlowego, osadnika, znanego działacza spółdzielczego w powiecie brasławskim, właściciela 14-ha gospodarstwa oraz Marii z Łabuńskich. W latach 1930–1936 uczęszczał do szkoły powszechnej w Brasławiu, a następnie do 1939 roku uczył się w tamtejszym Gimnazjum Ogólnokształcącym Towarzystwa Szkoły Średniej.
W 1940 roku został wraz z rodziną deportowany na Syberię, gdzie pracował kolejno jako robotnik leśny, woźnica w przedsiębiorstwie handlowym przemysłu leśnego oraz marynarz na statku rzecznym i pomocnik szypra w państwowym gospodarstwie rybackim. W grudniu 1943 zgłosił się do formowanych w ZSRR Polskich Sił Zbrojnych. Wcielono go do 3 Dywizji Piechoty im. gen. Romualda Traugutta (kolejno 1 Korpus Polskich Sił Zbrojnych w ZSRR, Armia Polska w ZSRR i 1 Armia Wojska Polskiego). W pierwszej fazie działań wojennych jako zwiadowca w plutonie kierowania artylerii, a od maja 1944 jako dowódca drużyny zwiadu w tym plutonie uczestniczył w forsowaniu Bugu i Wisły, a w 1945 roku brał udział w walkach od Warszawy, przez Wał Pomorski, do Berlina.

## Marynarka Wojenna
Po zakończeniu wojny przybył na Wybrzeże, gdzie służył jako podoficer w Dowództwie Marynarki Wojennej zajmując stanowisko rachmistrza w Wydziale Opałowym Dowództwa. W tym czasie awansował na bosmana. Zajmował się konwojowaniem transportów węgla ze Śląska na Wybrzeże. W 1946 roku przyjęto go na Wydział Morski Oficerskiej Szkoły Marynarki Wojennej w Gdyni, który ukończył z III lokatą w 1949 roku, otrzymując promocję oficerską i stopień podporucznika marynarki (16 września 1949). Dyplom ukończenia uczelni wręczył mu minister obrony narodowej marszałek Polski Michał Żymierski.
Na pierwsze stanowisko służbowe po ukończeniu szkoły oficerskiej skierowano go do dywizjonu okrętów podwodnych w Gdyni, gdzie został oficerem wachtowym ORP „Żbik”. W 1951 roku objął funkcję pomocnika szefa wydziału ds. okrętów podwodnych Wydziału III Operacyjnego Sztabu Głównego Marynarki Wojennej w Gdyni. Od lutego 1952 był starszym pomocnikiem szefa wydziału operacyjnego ds. morskich, a od marca 1953 szefem wydziału operacyjnego w Sztabie Głównym Marynarki Wojennej. W grudniu 1954 awansował na stanowisko zastępcy szefa Sztabu Głównego Marynarki Wojennej ds. operacyjnych. Od sierpnia 1955 do grudnia 1957 przebywał na Wyższym Akademickim Kursie Operacyjnym w Akademii Marynarki Wojennej ZSRR im. Woroszyłowa w Leningradzie. Kurs ukończył z oceną bardzo dobrą uzyskując tytuł oficera dyplomowanego. Od grudnia 1957 do grudnia 1961 roku dowodził Brygadą Obrony Wodnego Rejonu Głównej Bazy Marynarki Wojennej w Helu. W dniach 22–26 maja 1959 na czele zespołu okrętów złożył pierwszą po wojnie wizytę kurtuazyjną Marynarki Wojennej w Kopenhadze. Od grudnia 1961 był zastępcą szefa Sztabu Głównego ds. operacyjnych w Dowództwie Marynarki Wojennej. 9 października 1963 roku awansował na stopień wojskowy kontradmirała. Akt nominacyjny wręczył mu w Belwederze przewodniczący Rady Państwa PRL Aleksander Zawadzki. W dniach 3–7 maja 1965 był dowódcą zespołu okrętów, który złożył wizytę w Narwiku, a w dniach 28–31 lipca 1967 w Edynburgu. W kwietniu 1966 roku został pierwszym dowódcą 8 Flotylli Obrony Wybrzeża w Świnoujściu. W latach 1968–1983 zajmował stanowisko szefa Służb Technicznych i Zaopatrzenia – zastępcy dowódcy Marynarki Wojennej ds. techniki i zaopatrzenia. Stanowisko to zajmował przez ponad 15 lat – do 1 sierpnia 1983. Po zdaniu obowiązków służbowych pozostawał w dyspozycji MON do czasu zwolnienia z zawodowej służby wojskowej.
W 1966 ukończył w systemie zaocznym z oceną bardzo dobrą studia na Wydziale Pokładowym Wyższej Szkole Marynarki Wojennej. W 1970 ukończył Kurs Kierowniczej Kadry Marynarki Wojennej w ZSRR, a w marcu 1973 kurs z organizacji i kierowania w Akademii Sztabu Generalnego WP w Warszawie. W 1979 ukończył 2-miesięczny kurs przeszkolenia szczebla operacyjnego oficerów służby tyłów i zaopatrzenia w Akademii Tyłów i Transportu ZSRR w Leningradzie.
Na podstawie rozkazu personalnego MON z 18 listopada 1983 przeszedł w stan spoczynku z dniem 14 lutego 1984. Odchodzącego w stan spoczynku kontradmirała pożegnał 7 stycznia 1984 roku minister obrony narodowej gen. broni Florian Siwicki oraz wiceminister obrony narodowej gen. broni dr Józef Baryła. Na emeryturze działał jako przewodniczący Komisji Wodnej Ligi Obrony Kraju. Publikował także na łamach „Przeglądu Morskiego”. Zmarł 26 października 1993 roku w Gdyni i został pochowany na cmentarzu Witomińskim (kwatera 60-1-9).

## Awanse
W trakcie wieloletniej służby w ludowym Wojsku Polskim otrzymywał awanse na kolejne stopnie wojskowe:
- bosman – 1945
- podporucznik marynarki – 1949
- porucznik marynarki – 1950
- kapitan marynarki – 1952
- komandor podporucznik – 1954
- komandor porucznik – 1955
- komandor – 1958
- kontradmirał – 1963

## Życie prywatne
Mieszkał w Gdyni. Żonaty, żona Bogda Rudomino z domu Senatorska (1928-1996), lekarz stomatolog. Miał dwie córki. Decyzją Prezydium Miejskiej Rady Narodowej w Gdyni z 19 kwietnia 1969 zmienił nazwisko z Rudomina na Rudomino. Zmiana ta została potwierdzona zarządzeniem personalnym Departamentu Kadr MON z 29 maja 1969.

## Odznaczenia
- Krzyż Komandorski Orderu Odrodzenia Polski (1971)[4]
- Krzyż Kawalerski Orderu Odrodzenia Polski
- Order Sztandaru Pracy II klasy (1964)
- Krzyż Walecznych (1966)
- Złoty Krzyż Zasługi (1959)
- Srebrny Krzyż Zasługi
- Brązowy Medal Zasłużonym na Polu Chwały (1945)
- Medal 10-lecia Polski Ludowej
- Medal 30-lecia Polski Ludowej
- Medal za Warszawę 1939–1945
- Medal za Odrę, Nysę, Bałtyk
- Medal Zwycięstwa i Wolności 1945
- Złoty Medal „Siły Zbrojne w Służbie Ojczyzny” (1968)
- Srebrny Medal „Siły Zbrojne w Służbie Ojczyzny”
- Brązowy Medal „Siły Zbrojne w Służbie Ojczyzny”
- Medal „Za udział w walkach o Berlin” (1967)
- Złoty Medal „Za Zasługi dla Obronności Kraju” (1973)
- Srebrny Medal „Za Zasługi dla Obronności Kraju”
- Brązowy Medal „Za Zasługi dla Obronności Kraju”
- Złota odznaka honorowa „Za Zasługi dla Warszawy” (1977)[5]
- Srebrna odznaka "Zasłużonym miastu Gdyni" (1973)[6]
- Order Czerwonego Sztandaru (ZSRR)
- Order Wojny Ojczyźnianej I klasy (ZSRR, 1968)
- Medal „Za zdobycie Berlina” (ZSRR)
- Medal „Za wyzwolenie Warszawy” (ZSRR)
- Medal „Za zwycięstwo nad Niemcami w Wielkiej Wojnie Ojczyźnianej 1941–1945” (ZSRR)
- Komandoria Krzyża Orderu Korony Irańskiej (Iran, 1971)
- Medal „Za Dzielność” (Czechosłowacja)